# 北馬其頓奧林匹克委員會
北馬其頓奧林匹克委員會，原名馬其頓奧林匹克委員會（Олимписки комитет на Македонија），是北馬其頓的國家奧林匹克委員會。該組織成立於1992年，是國際奧林匹克委員會和歐洲奧林匹克委員會的成員。1996年，首次派員參加在美國阿特蘭大舉辦的夏季奧林匹克運動會。在馬其頓更改國名后，國際奧林匹克委員會於2019年3月批准了該國奧委會的更名請求。
現時，北馬其頓奧林匹克委員會的總部設在首都斯科普里，主席是Dr Vasil Tupurkovski。

## 資料來源
1. ↑  .   [2014-06-14]. （原始内容存档于2009-02-20）.
2. ↑  . insidethegames.biz.   [2019-05-22]. （原始内容存档于2019-07-09）.